# Domqueur
Domqueur is een gemeente in het Franse departement Somme (regio Hauts-de-France) en telt 262 inwoners (1999). De plaats maakt deel uit van het arrondissement Abbeville.

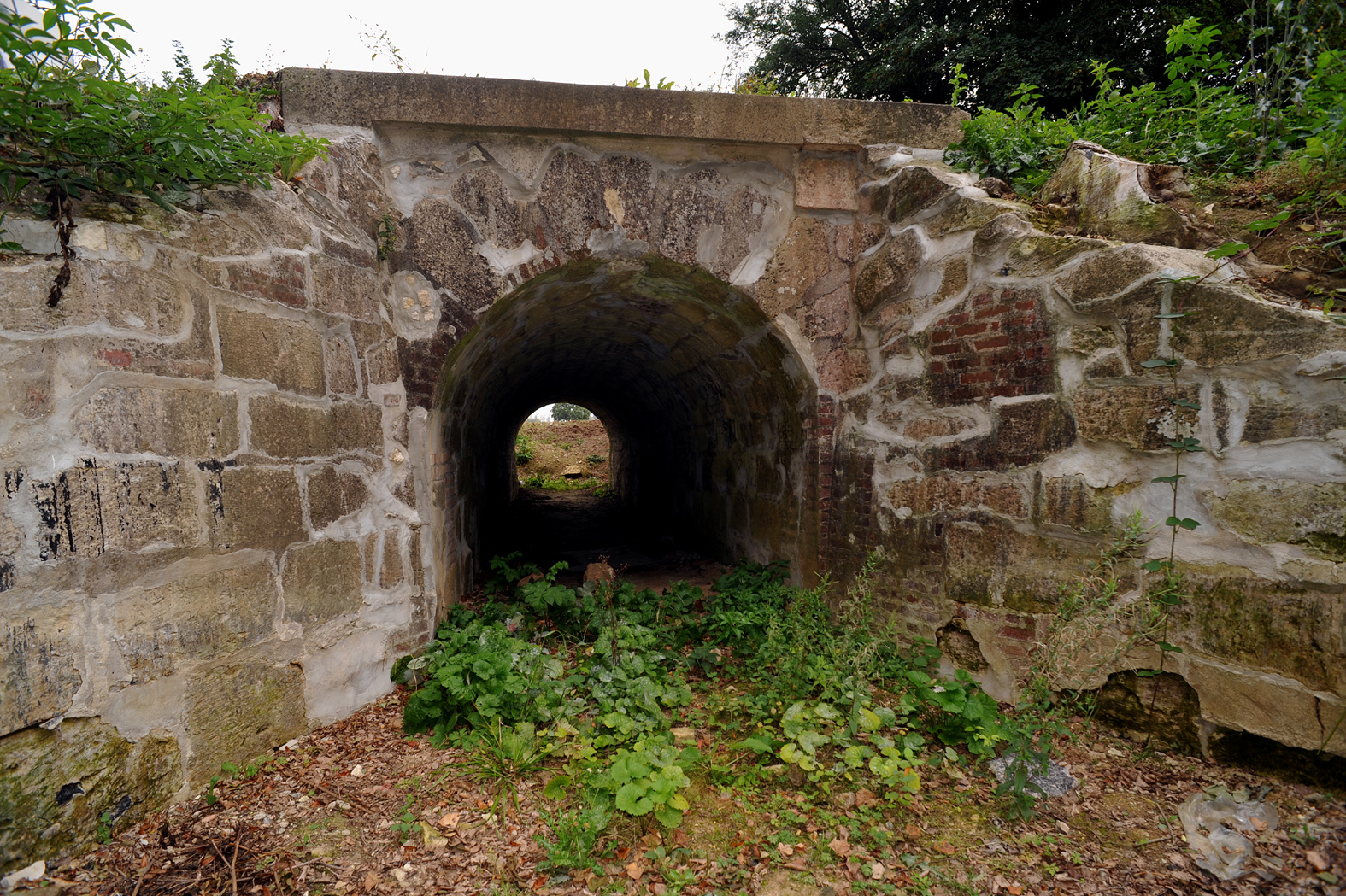
In Domqueur vindt men nog deze Romeinse brug waarover de Chaussée Brunehaut liep.

## Geografie
De oppervlakte van Domqueur bedraagt 8,4 km², de bevolkingsdichtheid is 31,2 inwoners per km².
De onderstaande kaart toont de ligging van Domqueur met de belangrijkste infrastructuur en aangrenzende gemeenten.

## Demografie
Onderstaande figuur toont het verloop van het inwonertal (bron: INSEE-tellingen).